# Lone Larsen

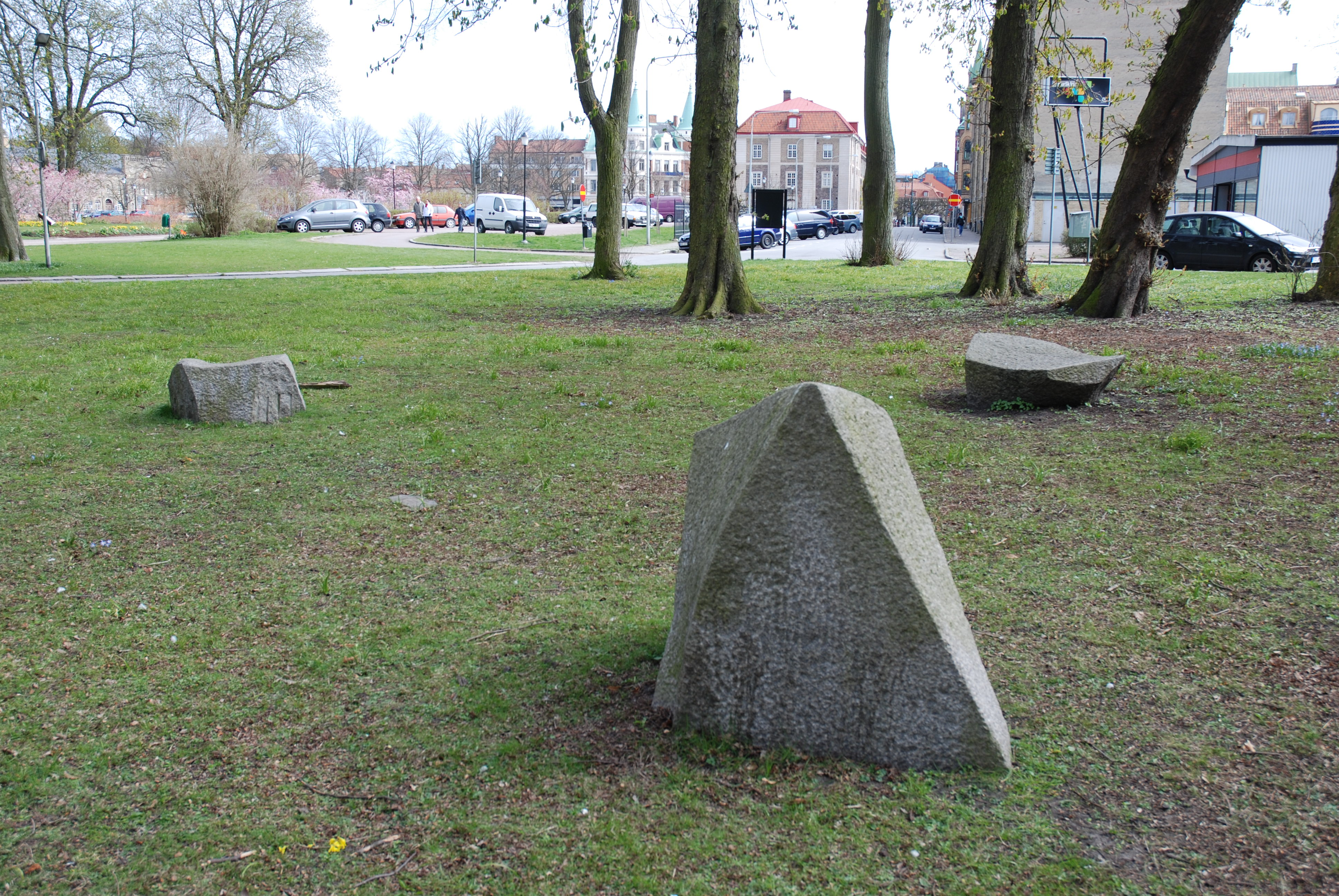
Back to the age, Skulpturenpark Kaptensgården der Kunsthalle Landskrona in Landskrona

Lone Larsen (* 13. Juni 1955 in Esbjerg) ist eine in Dänemark geborene Bildhauerin und Malerin, die in Schweden lebt.
Lone Larsen arbeitete ursprünglich als Krankenschwester, daher spielt für sie die Wahrnehmung des menschlichen Körpers und das menschliche Leben in ihren Arbeiten eine große Rolle. Sie stellt menschliche Körperteile, beispielsweise eine Zunge oder auch Geschwüre und Beulen in raumgreifenden Plastiken dar und beabsichtigt, dass Betrachter menschliche Körperteile in anderen Dimensionen wahrnehmen. Sie formt und positioniert beispielsweise eine Zunge als Sitzgelegenheit und lädt damit zum Niederlassen ein. Sie beabsichtigt andere Wahrnehmungen der Betrachter zu erzielen. Sie erarbeitet nicht nur gegenständliche, sondern auch in abstrakte Kunstwerke.
Ihre Skulpturen entstehen aus Kunststoff, Bronze und Marmor. Sie lebt und arbeitet in Höganäs in der südschwedischen Provinz Skåne län.

## Werke (Auswahl)
- 2006 Corpus im Dunkers kulturhus in Helsingborg
- 2006 Galleri Mårtenson & Persson in Båstad
- 2005 Galleri Thomassen in Göteborg
- 2004 Skärets konsthall, Granit-Skulptur Kärl
- 2004 Lagom mycket våld, Projekt am Kalmar Konstmuseum und Kalmar stadspark tillsammans mit Monika Gora
- 2002 Pre Ooze, Projekt tillsammans mit Linda Orloff an der Kristianstad Konsthall
- 1999 Vandraren an der Lunds konsthall von Lone Larsen, als Projektleiterin mit Tuija Lindström, Dawid und Gerry Johansson
- 1998 Projekt 10 Parkbänke im Wanås skulpturpark und am Prins Eugens Waldemarsudde

## Werke im Öffentlichen Raum
- Den vaktande (2000), Distriktssköterskemottagningen in Önnestad
- Spiral och Ljusbärare (2000), Helsingborg
- Spegelbänk med solitär (2000), Diabas, Utanför stadshuset in Falkenberg
- Möte (1999), Diabas und Granit, Tornlyckeskolan in Höganäs
- Spirale (1999), Västmannaöarna, Island
- Altar (1996), Köpmangatan in Åhus
- Back to the age (1997), Granit, Skulpturenpark Kaptensgården in Landskrona
- Altare II (1997), Länsarbetsnämnden in Karlskrona (erworben von der Statens Konstråd)
- Port (1994), Qaqortoq, Grönland
- Våg (1994), Helsingborg (erworben von der Rommare-Stiftung)